# Woods Island (Canada)
Woods Island is een onbewoond eiland van 7,7 km² in de Canadese provincie Newfoundland en Labrador. Het ligt vlak voor de westkust van het eiland Newfoundland.

## Geografie
Woods Island is het grootste eiland van de Bay of Islands, een grote baai aan de westkust van Newfoundland. Het ligt in het uiterste zuidoosten van die baai, nabij de aftakking van Humber Arm. Woods Island ligt 3 km ten noorden van Frenchman's Cove en 3 km ten westnoordwesten van McIvers.
Zoals de naam doet vermoeden is een groot deel van het eiland bebost. In het noordwesten bereiken enkele heuvels een maximale hoogte van 75 meter boven de zeespiegel.
Bij de zuidwestelijke hoek heeft het eiland een goed beschermde natuurlijke haven waar tot een eind in de 20e eeuw de bovenvermelde vissersnederzetting gevestigd was.

## Geschiedenis
Het eiland huisveste historisch een levendige vissersnederzetting. In 1953 werd Woods Island een gemeente met de status van local government community (LGC). Eind jaren 50 en begin jaren 60 verlieten vrijwel alle inwoners definitief het eiland in het kader van de provinciale hervestigingspolitiek, al bleven er nog een handvol mensen achter.
In 1980 werden LGC's op basis van The Municipalities Act als bestuursvorm afgeschaft, waarop de gemeente automatisch een community werd. Tussen 1986 en 1991 werd het eiland definitief ontvolkt. Sindsdien huisvest het eiland een van de talrijken spookdorpen in de provincie.

## Demografie
| Demografische ontwikkeling van Woods Island tussen 1951 en 1991 |
| --------------------------------------------------------------- |
|                                                                 |
| Bron: Statistics Canada (1951–1986, 1991)                       |